# Аглая
Аглая (сияйна) в древногръцката митология е:
1. Аглая е най-младата от харитите. [1] Сестра на Ефросина и Талия.
2. Дъщеря на Асклепий и Епиона. Сестра на Хигия, Панацея, Ясо, Подалирий, Махаон.
3. Дъщеря на Теспий. От Херкулес е майка на Антиад. [2];
4. Аглая, дъщеря на Мантиней, съпруга на Абант, майка на близнаците Акрисий и Прет [3];
5. Съпруга на Амифаон, майка на Биант и Мелампод [4]; съгласно по-разпространена версия на мита, съпруга на Амифаон била Идоминея.